# Glykemie
Glykemie, odborně glukosemie, neboli krevní cukr je termín používaný pro vyjádření koncentrace glukózy v krvi, tj. stanovení hladiny plazmatické glukózy. Referenční hodnoty glykemie na lačno se pohybují mezi 3,3–6,6 mmol/l v kapilární krvi, 3,9–5,5 mmol/l v žilní krvi a 4,2–6,4 mmol/l v krevní plazmě. U diabetiků by hodnota glykemie neměla optimálně přesáhnout 6,0 mmol/l na lačno a 7,5 mmol/l po jídle.
Pokles glykemie pod dolní hranici normy (< 3,3 mmol/l) se nazývá hypoglykemie. Zvýšená hladina glykemie (>5,5 mmol/l – na lačno pro nediabetika) se označuje jako hyperglykemie.
Zjišťování hodnoty glykémie se může provádět jehlou (oranžovou), perem nebo lancetou.

## Etymologie slova
glyko- – týkající se cukrů, sacharidů; z řec. glykys – sladký
-emie – označuje vztah ke krvi; z lat. -(h)aemia a řec. haima – krev

## Regulace glykemie
Stabilních hodnot glykemie je dosahováno hormonálními, autoregulačními a nervovými mechanismy. Ty zajišťují rovnováhu mezi přísunem a odsunem glukózy z krevní plazmy do buněk. Stálé udržování glykemie v normě je důležité například pro mozek, jehož hlavním zdrojem energie je právě glukóza.
Nejdůležitějším mechanismem regulace, kterým je udržována hodnota glykemie ve velmi úzkém rozmezí, je působení vzájemně protichůdných hormonů ovlivňující hodnotu glykemie:
- katabolické hormony (jako glukagon, katecholaminy, tyroxin a somatostatin), které zvyšují hladinu cukru v krvi

- a jeden anabolický hormon (inzulin), který snižuje hladinu cukru v krvi.

## Měření glykemie
Hodnota glykemie se může měřit laboratorně, což je velmi přesné měření. Častější způsob měření je pomocí glukometrů, což je jednoduchý přístroj určený k domácímu a rychlému měření glykemie.

## Změny koncentrace glukózy v krvi
Pokles glykemie pod hodnotu 3,3 mmol/l se označuje jako hypoglykemie. Při hypoglykemii je ohroženo zásobování mozkové tkáně glukózou. Může se vyskytovat v průběhu různých onemocnění, např. u endokrinně aktivních nádorů produkujících inzulin, při předávkování antidiabetik nebo při hladovění. Těžší hypoglykemie je provázena neklidem, opocením a třesem, při dalším poklesu glykemie dochází k poruše vědomí. Glykemie zvýšená nad referenční rozmezí se označuje jako hyperglykemie. Je základním projevem diabetes mellitus. Můžeme se však setkat i s přechodnou nediabetickou hyperglykemií, např. při stresových situacích, při akutním infarktu myokardu nebo náhlé cévní mozkové příhodě, při operacích nebo traumatu. Obvykle ustupuje během jednoho týdne.

## Přepočet jednotek glykemie
Ve většině států světa se glykemie standardně měří v jednotkách mmol/l. V USA, Japonsku, Německu, Polsku či Itálii se dosud používá jednotka mg/dl. Chcete-li převést jednotky mezi sebou:
- Vydělte hodnotu glykemie v mg/dl číslem 18 (nebo vynásobte 0,055) a získáte hodnotu v mmol/l.
- Vynásobte hodnotu glykemie v mmol/l číslem 18 (nebo vydělte 0,055) a získáte hodnotu glykemie v mg/dl.